# 陸行鳥大賽車
《陸行鳥大賽車》是1999年3月18日由史克威爾发布的競速遊戲。而後同年12月22日發售含有其遊戲片的《陸行鳥紀念合輯》，2001年12月20日發售PS one Books版本，總販售量約30萬套。
本作是陸行鳥系列的一作，以史克威爾的吉祥物陸行鳥為主角，並且添加了故事要素、自創人物要素、特殊能力要素、魔石要素等內容。遊戲中場地的BGM由聖劍傳說系列的音樂擔當伊藤賢治負責，大部份是源自於最終幻想系列的原創編曲。

## 系統
遊戲中無論選擇任何模式，除了選擇角色以外，還必須選擇一項特殊能力，特殊能力在隨著遊戲進行中會自動累積以條狀顯示的使用時間，當其集滿便可發動。而該模式如果有其他角色，便會在路線上固定的場所出現可供使用的魔石，玩家必須善用魔石才能有效的上升排名。

### 特殊能力
衝刺（ダッシュ）
一開始主角陸行鳥所持有的能力，發動後會短時間內上升其速度。
漂浮（はばたき）
毛格林的能力，發動後可以閃躲地面上的障礙物。
轉彎（グリプル）
石巨人的能力，發動後可以增加轉彎性能。
盜取（ぶんどる）
哥布林的能力，發動後可以盜取其他玩家一個魔石。
魔石能力上升（魔石アップ）
黑魔道士的能力，是一項集滿時間條自動發動的能力。發動後可以升級手中持有魔石的等級。
防護罩（バリア）
白魔道士的能力，是一項集滿時間條自動發動的能力。發動後會自動產生抵擋一次性攻擊的防護罩。
魔石反擊（魔石あずかり）
胖陸行鳥的能力，是一項集滿時間條後還需要遭受魔石攻擊才會發動的能力。會自動得到被攻擊時的魔石。
突進
貝西摩斯的能力，發動後會在一瞬間帶有攻擊能力的加速。
百萬業火（メガフレア）
或譯為「爆裂核融術」，為巴哈姆特的能力，發動後會自動攻擊所有對手。該項能力造成的攻擊不能被任何手段防護。
槍刃（ガンブレード）
隱藏人物(スコールレオン)史克爾，也就是 FF8 男主角的能力，發動後會持續高速前進，並且攻擊追上後的對手。該項能力有可能被強力的攻擊打斷。

### 魔石
魔石在同時連續持有兩個以上時會提升等級（魔石的外觀有所不同），一個角色最多只能持有三個魔石。而各該魔石等級視同持有的數量。
火系魔石（依據等級可分為火焰、烈火、烈焰）
火焰可以發射直線火球將一個對手打飛，烈火則會追蹤前一名的對手將其打飛，烈焰則會追蹤所有位在使用者前面的對手，並且給予重擊。不過值得注意的是，等級三雖然會打擊對手，但它一定會打滿五個目標才消失，因此如果當中有些對手閃躲成功，火焰會繞過整個場地攻擊最後數名的選手。
冰系魔石（依據等級可分為冰凍、強冷、狂冷）
冰凍與強冷都能在地面設置水狀的障礙，不論是誰經過都會造成失速打轉(除飛行系角色之外)。而狂冷則會使用冰塊凍結所有對手使其打滑，再給予重擊。
雷系魔石（依據等級可分為雷電、閃雷、轟雷）
雷電可在前面一名對手的前方施予一道電擊使其打轉，閃雷則增為三道並且將其打飛，轟雷則會對所有對手給予三重三道的雷電攻擊並且給予重擊。
加速魔石
依據等級的不同在加速的持續時間上有所不同。
迷你魔石
依據等級的不同給予所有對手縮小的異常狀態，縮小後的速度有明顯的下降。在三級迷你魔石的情況下碰到對手有可能造成其長時間無法動彈。
死亡宣告魔石
使用後會給隨機一名對手陷入死亡宣告的狀態，在其倒數的十秒結束後將其打飛。可以透過碰觸的方式傳遞這個狀態。
魔法反擊魔石
可以選擇主動使用或被動使用，受到打飛程度以下的魔石會自動迴避其傷害，同時也會反擊給使用者，有些魔石並不適用反擊，但卻仍有防護作用。
究極魔石
直接給予所有對手傷害的魔石，持有一個將其打轉，等級二為打飛，等級三為重擊。

## 登場角色
登场角色按关卡顺序有陸行鳥、毛格林、石巨人、哥布林、黑魔導士、白魔導士、胖路行鳥、比蒙、巴哈姆特、史克爾、仙人掌、飛空艇等十組隱藏人物。

## 外部連結
- 官方网站 （日語）